# 约瑟夫·斯姆尔科夫斯基
约瑟夫·斯姆尔科夫斯基（捷克語：Josef Smrkovský，1911年2月26日—1974年1月15日），捷克斯洛伐克共产党领导人之一，捷克斯洛伐克共产党国民议会主席，布拉格之春的支持者。。

## 获奖
- 克莱门特·哥特瓦尔德勋章（1968年4月30日）[2]
- 共和国勋章（1966年4月27日）[3]